# Hongdu
Hongdu Aviation Industry Group (chinois : 洪都航空工业集团) anciennement Nanchang Aircraft Manufacturing Corporation, est un constructeur aéronautique public chinois fondé en 1951, aujourd'hui filiale de la holding AVIC. Il construit surtout des avions militaires.
Ses principaux clients sont la Force aérienne chinoise et l'aéronautique navale de la marine de l’armée populaire de libération.

## Production

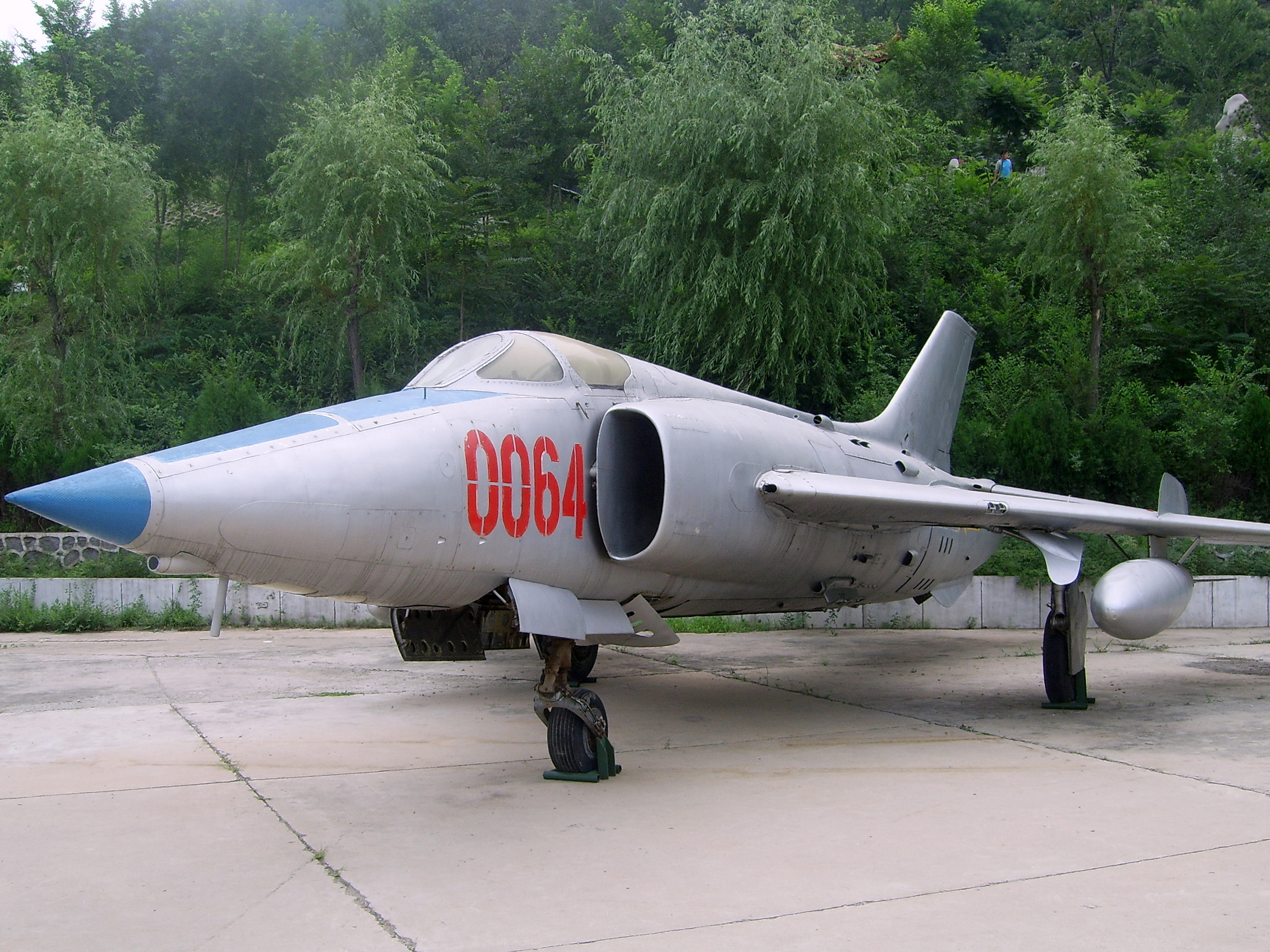
Nanchang Q-5 Fantan

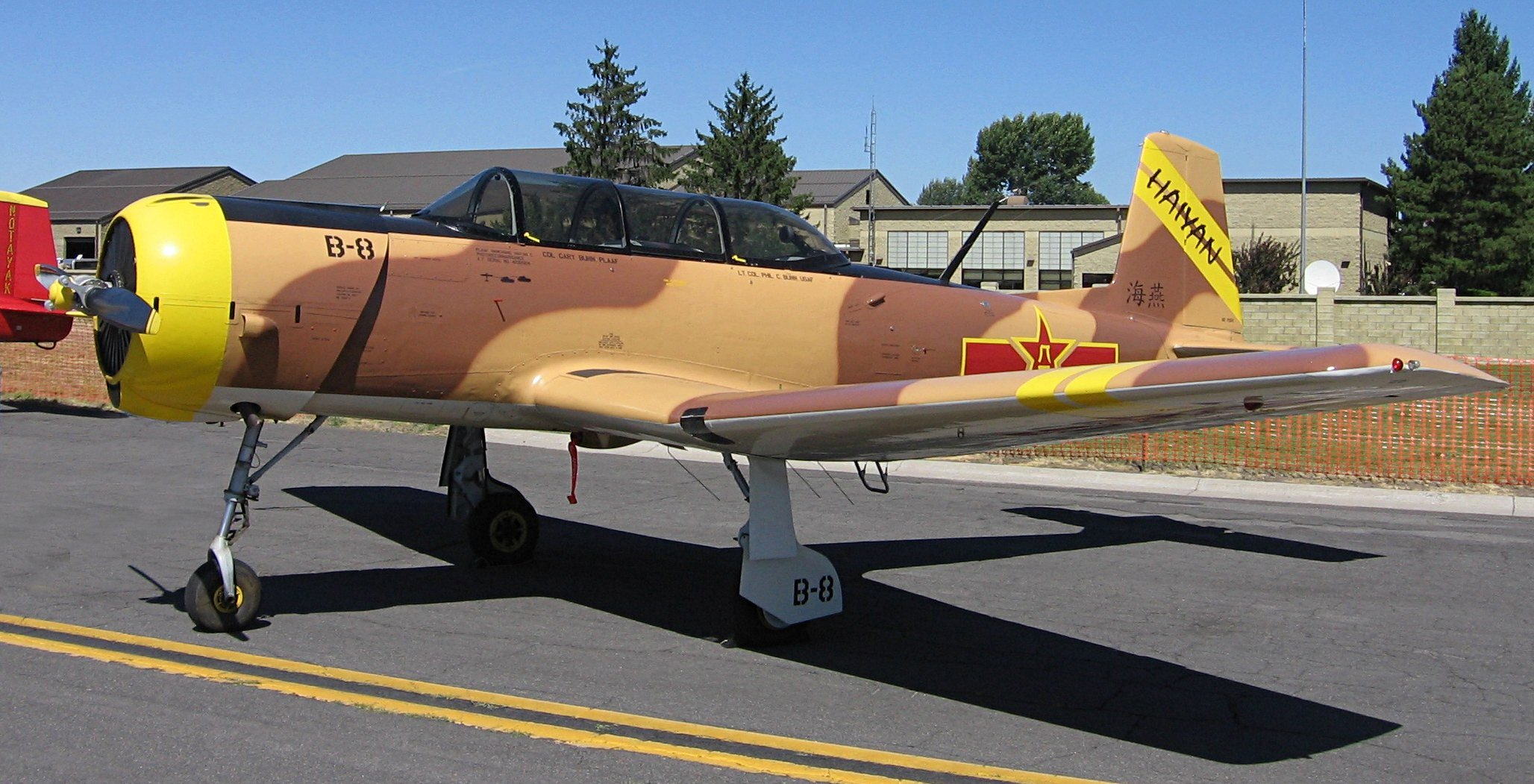
Nanchang CJ-6

- Nanchang CJ-5 (variante du Yak-18)
- Nanchang CJ-6
- Nanchang Q-5 (basé sur le MiG-19)
- Nanchang Q-6
- Nanghang K-8 Karokorum
- Hongdu Yakovlev CJ-7